# Emmy Rappe
Emmy Carolina Rappe (Strömsrum, parroquia de Ålems, 14 de enero de 1835 - parroquia de Dädesjö, 19 de octubre de 1896) fue una enfermera sueca y la primera jefa de la primera escuela de enfermería. Fue la fundadora de la educación de enfermería de Suecia y la primera enfermera profesional entrenada.

## Vida
Emmy Rappe fue hija del terrateniente y barón Adolf Fredrik Rappe y de Ulrika Catharina Wilhelmina Hammarskjöld. Recibió una educación estricta donde se destacaba la importancia el sentido del deber y la sensatez económica. Al ser una mujer noble soltera, estuvo bajo la supervisión de su familia hasta cumplir los treinta años. Demostró desde joven un interés por la medicina y la enfermería inspirado, supuestamente, por su tía Elisabeth "Elise" Rappe.
Emmy Rappe fue hermanastra de Thorborg Rappe, autoridad de la época en el campo de la educación de los discapacitados intelectuales.
En 1866 la Cruz Roja sueca, creada recientemente, deseaba fundar una escuela de enfermería en Suecia y buscaba una directora con estudios para hacerse cargo de la institución. Sophie Adlersparre hizo un trato con Florence Nightingale por el cual la persona seleccionada para la tarea de dirección debería ser educada por esta última en Londres y después ser anunciada como una candidata apta en la revista Tidskrift för hemmet de Adlersparre. Rappe fue considerada una candidata adecuada para fundar una escuela para la educación y profesionalización de las enfermeras en Suecia. En 1866 fue enviada a estudiar a la Escuela de Enfermería y Asistencia en el Parto Florence Nightingale (School of Nursing and Midwifery) en el hospital Saint Thomas, en Londres (hoy parte del King's College London). Fue instruida personalmente por la propia Nightingale, quien estaba satisfecha de tenerla como estudiante.
Emmy Rappe regresó a Suecia en 1867 y estudió en el Hospital Universitario de Sahlgrenska en Gotemburgo, además de en otras clínicas en Estocolmo. Entre los años 1867 y 1877 fue la enfermera líder en la recién fundada clínica quirúrgica en el Hospital Universitario de Upsala, además de la directora de la escuela de enfermería del mismo, creada recientemente por la Cruz Roja. Esta sería la primera escuela en ofrecer cursos de formación seglar para enfermeras en país: antes, la única educación formal disponible era la institución diaconisa, abierta por Maria Cederschiöld en 1851.
Rappe fue una pionera y se topó a menudo con la resistencia de las autoridades. Como baronesa, generó controversia al dedicarse a la enfermería, además de por no aceptar ningún salario. Fomentó el sentido de la lealtad profesional entre enfermeras e intentó alzar el estatus de la profesión al exigir competencias médicas y una moral alta. Desde el año 1877 al 1886 fue la supervisora del Hospital Central Psiquiátrico de Upsala. Tras su jubilación, se mantuvo activa en la Cruz Roja y como inspectora de hospitales. 
Emmy Rappe recibió la H. M. Konungens medalj en 1877 y la medalla Illis Quorum en 1895.

## Legado
Existe una calle en Ulleråker, en Upsala, con su nombre: Emmy Rappes väg ("calle de Emmy Rappe").

## Literatura
- 1977 – God bless you, my dear miss Nightingale: letters from Emmy Carolina Rappe to Florence Nightingale (1867–1870) ("Que Dios te bendiga, mi querida miss Nightingale: correspondencia de Emmy Carolina Rappe a Florence Nightingale (1867-70)") ISBN 91-22-00097-6